# Robiquetia enigma
Robiquetia enigma är en orkidéart som beskrevs av Ferreras och Wally Suarez. Robiquetia enigma ingår i släktet Robiquetia och familjen orkidéer. Inga underarter finns listade i Catalogue of Life.